# Bandeira de Montenegro (Rio Grande do Sul)

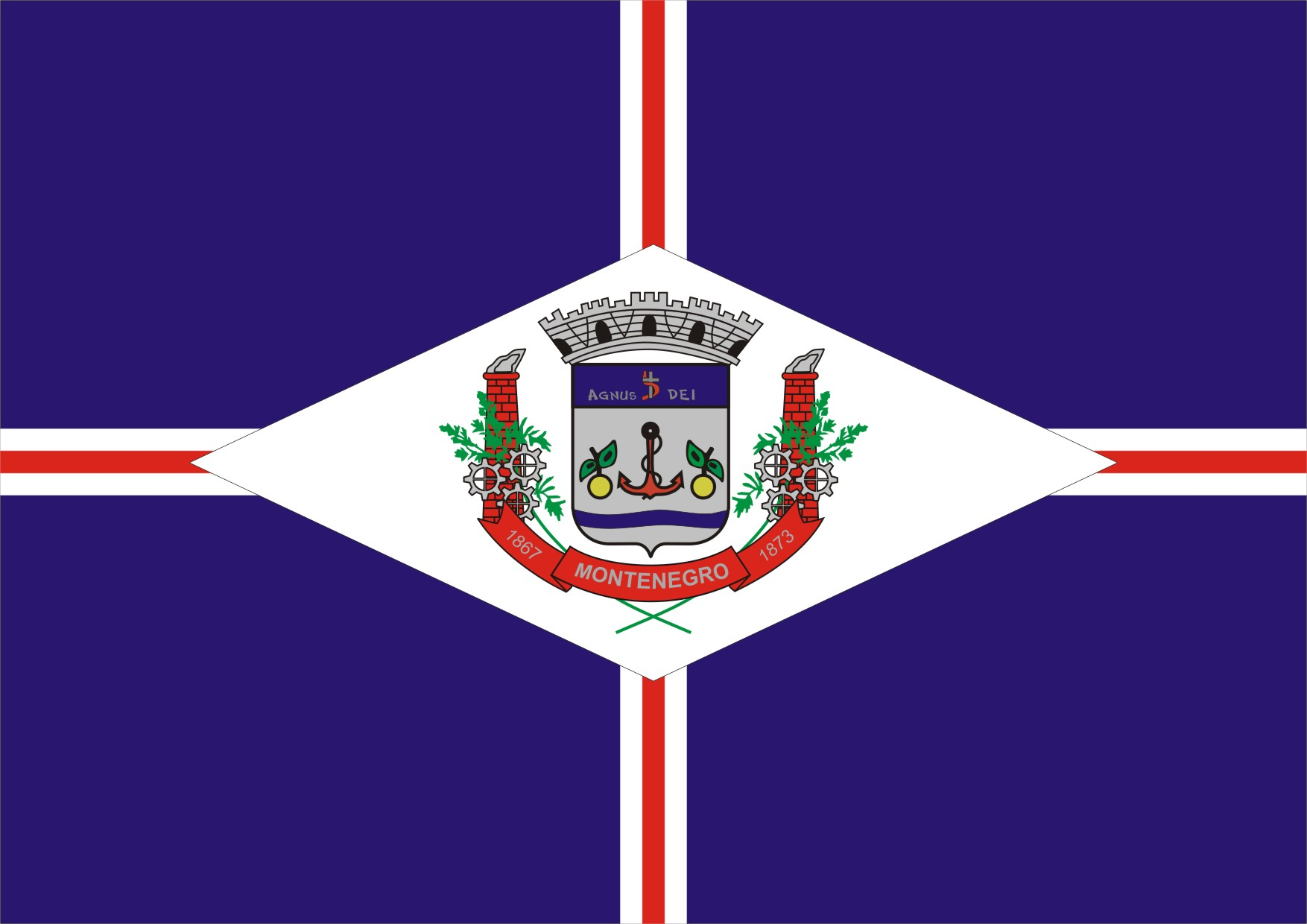
Bandeira de Montenegro.

A bandeira de Montenegro é um símbolo do município brasileiro de Montenegro, no estado do Rio Grande do Sul.
Foi criada pela Lei Nº 1.897, de 15 de setembro de 1971.
De autoria do heraldista Arcioné Antônio Peixoto de Faria, da Enciclopédia Heráldica Municipalista, será esquartelada em cruz, sendo que os quartéis de azul constituídos por quatro faixas brancas, carregadas de sobrefaixas vermelhas, dispostas duas a duas no sentido horizontal e vertical e que partem  de um losango branco central, onde o brasão municipal é aplicado.
O estilo da bandeira obedece a tradição da heráldica portuguesa, no estilo esquartelado em cruz, lembrando nesse simbolismo o espírito cristão do povo de Montenegro.
O brasão ao centro da bandeira simboliza o governo municipal e o losango onde é aplicado representa a própria cidade-sede do município. As faixas simbolizam o poder municipal que se expande a todos os quadrantes do território e os quartéis assim constituídos, representam as propriedades rurais existentes no território municipal. 